# Billardiera lehmanniana
Billardiera lehmanniana là một loài thực vật có hoa trong họ Pittosporaceae. Loài này được F.Muell. mô tả khoa học đầu tiên năm 1862.